# Silene multiflora
Silène multiflore
Espèce
Classification phylogénétique
Silene multiflora (le silène multiflore ou cucubale multiflore) est une plante vivace appartenant à la famille des Caryophyllacées et au genre Silene.